# Коджаага, Тугба
Туба Коджаага (имя при рождении Тугба Дашдемир)(тур. Tuğba Daşdemir, род. 25 мая 1985) — турецкая горнолыжница, участница Зимних Олимпийских игр 2010 года.
Участвует в международных соревнованиях с 2000 года. Выступала на Чемпионатах мира среди юниоров 2003, 2004, 2005, взрослых чемпионатах мира 2001, 2005, 2007, Зимних Универсиадах 2005, 2007. Лучшие результаты на взрослом уровне — 43 место в слаломе на Чемпионатах мира 2007 и 2009, на юниорском уровне — 36 место в слаломе на Чемпионате мира-2005.
На Олимпиаде-2010 в соревнованиях по гигантскому слалому заняла 56 место, в соревнованиях по слалому сошла с дистанции.
В соревнованиях Кубка Мира не выступала. Одержала победы на 7 соревнованиях FIS.
В сентябре 2013 года вышла замуж за преподавателя физического воспитания Эрджана Коджаага.